# Deparia petersenii
Deparia petersenii är en majbräkenväxtart. Deparia petersenii ingår i släktet Deparia och familjen Athyriaceae.

## Underarter
Arten delas in i följande underarter:
- D. p. congrua
- D. p. deflexa
- D. p. indica
- D. p. petersenii
- D. p. sledgei

## Bildgalleri

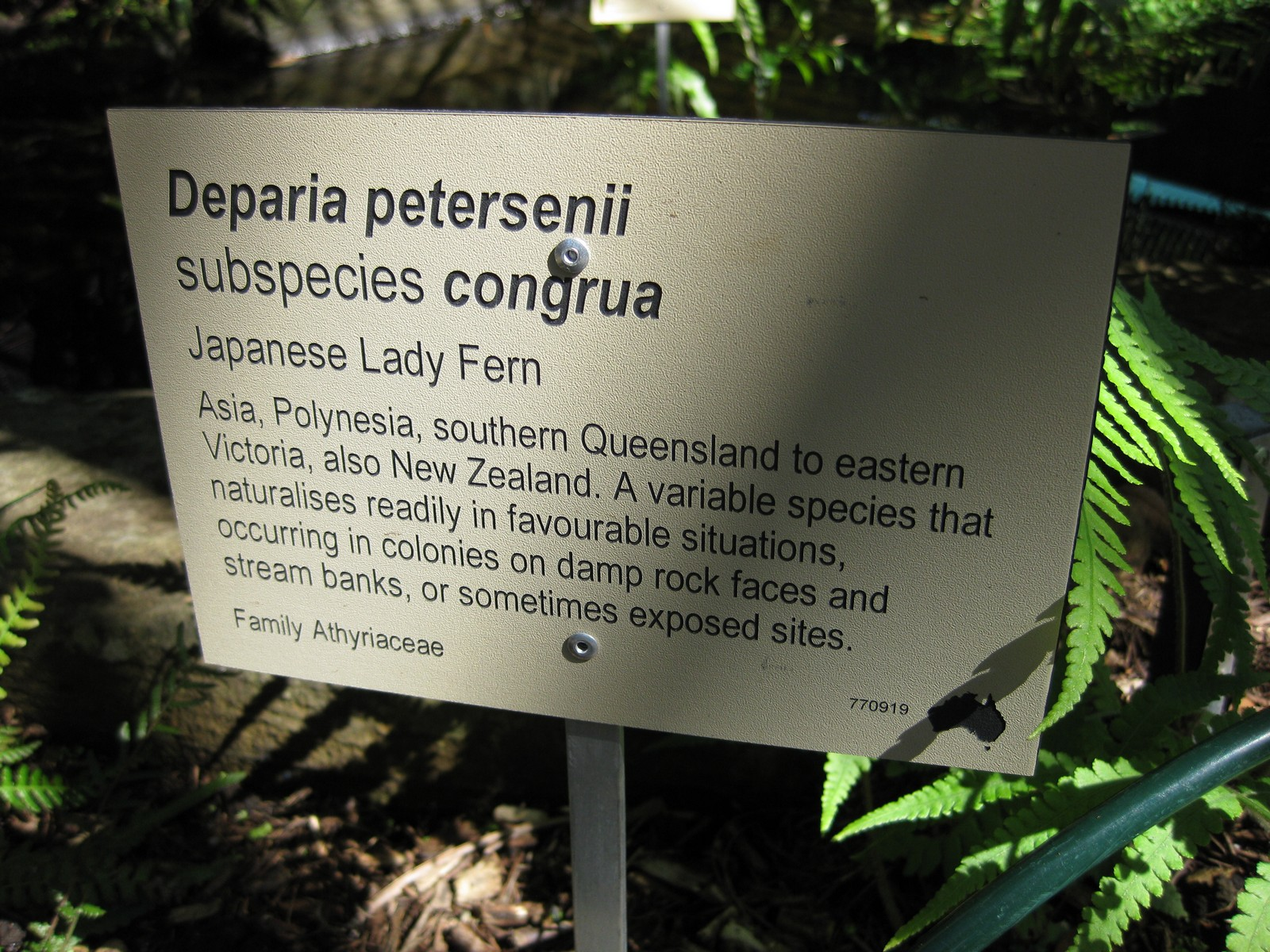
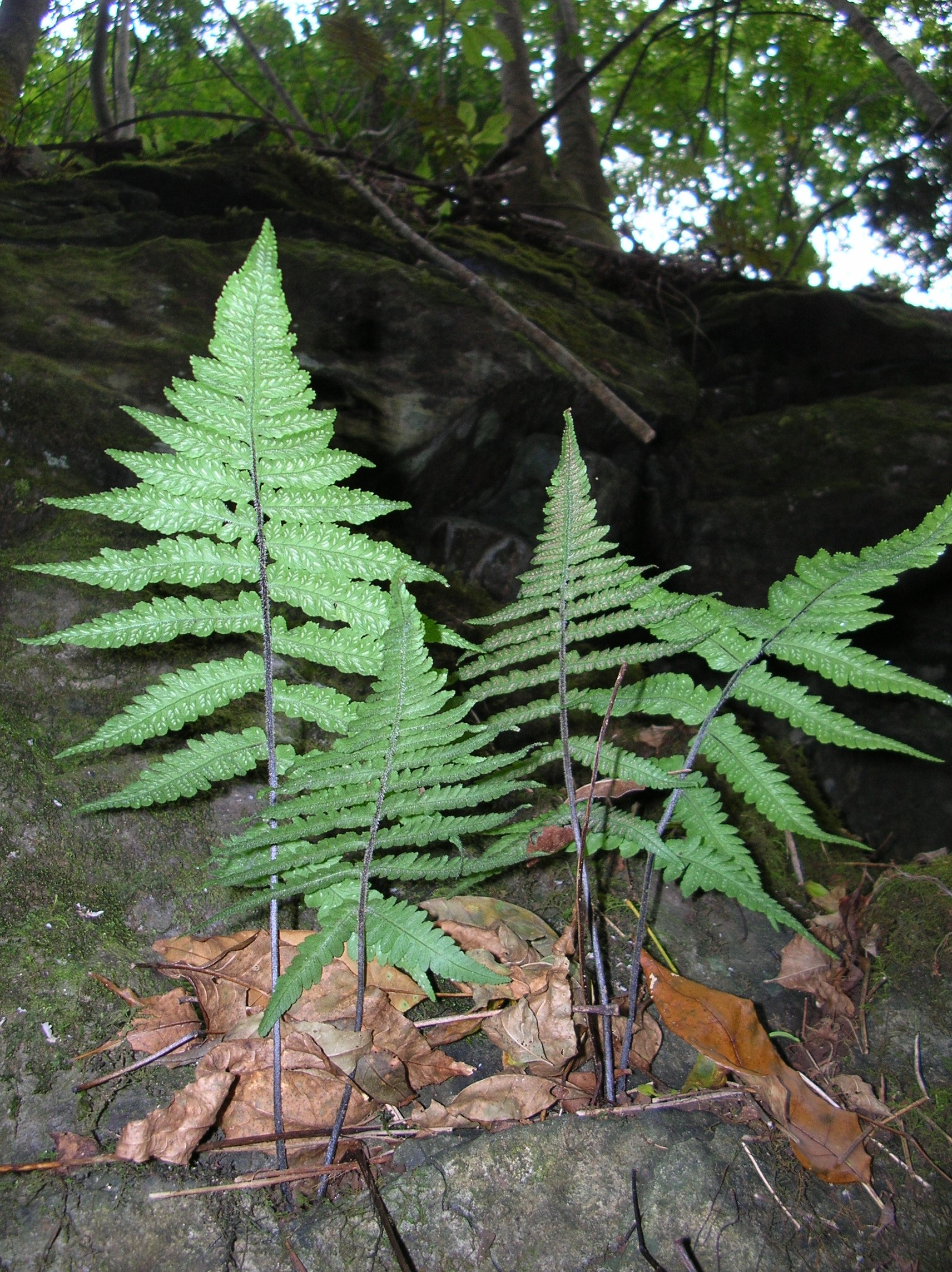
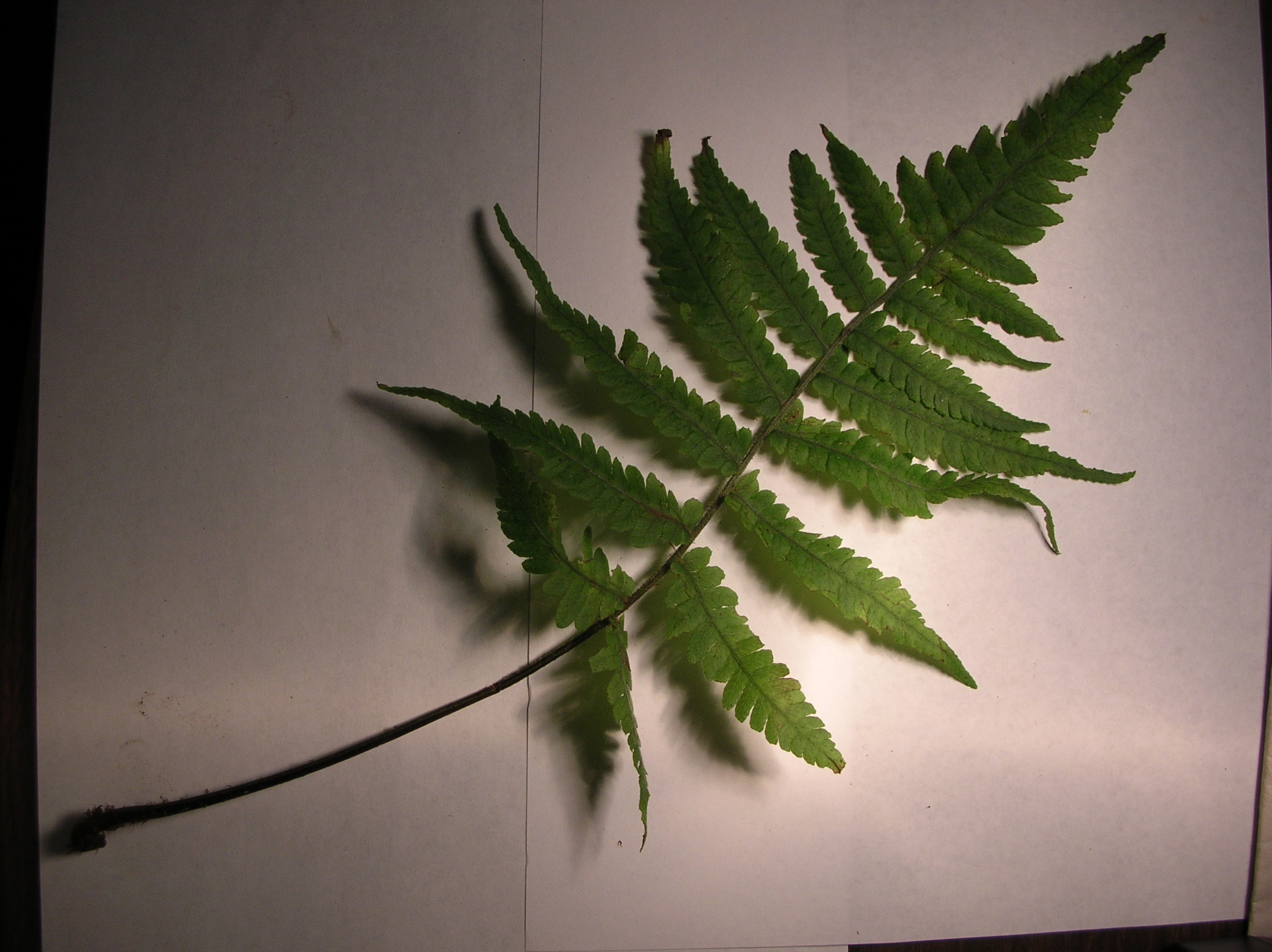
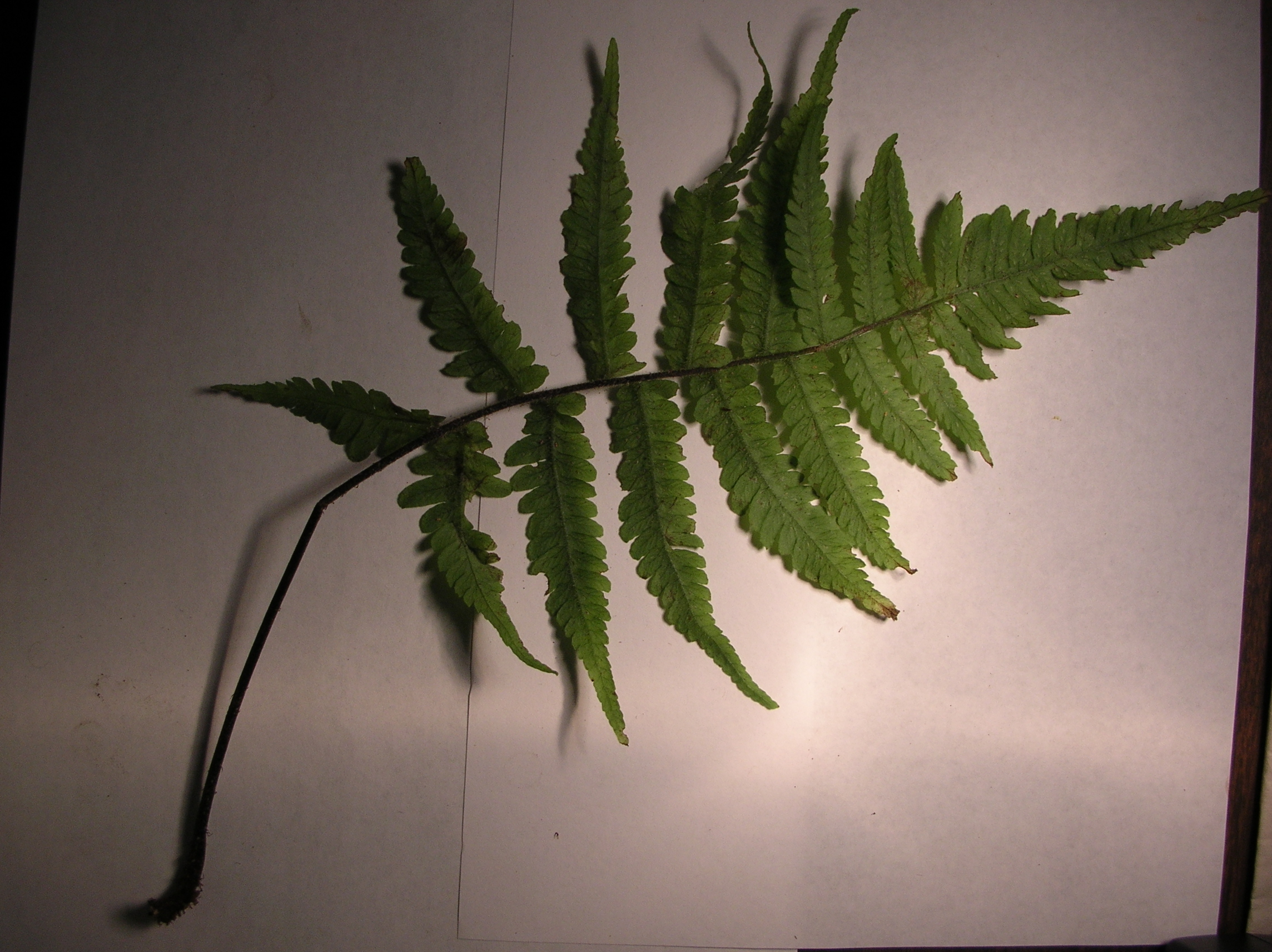
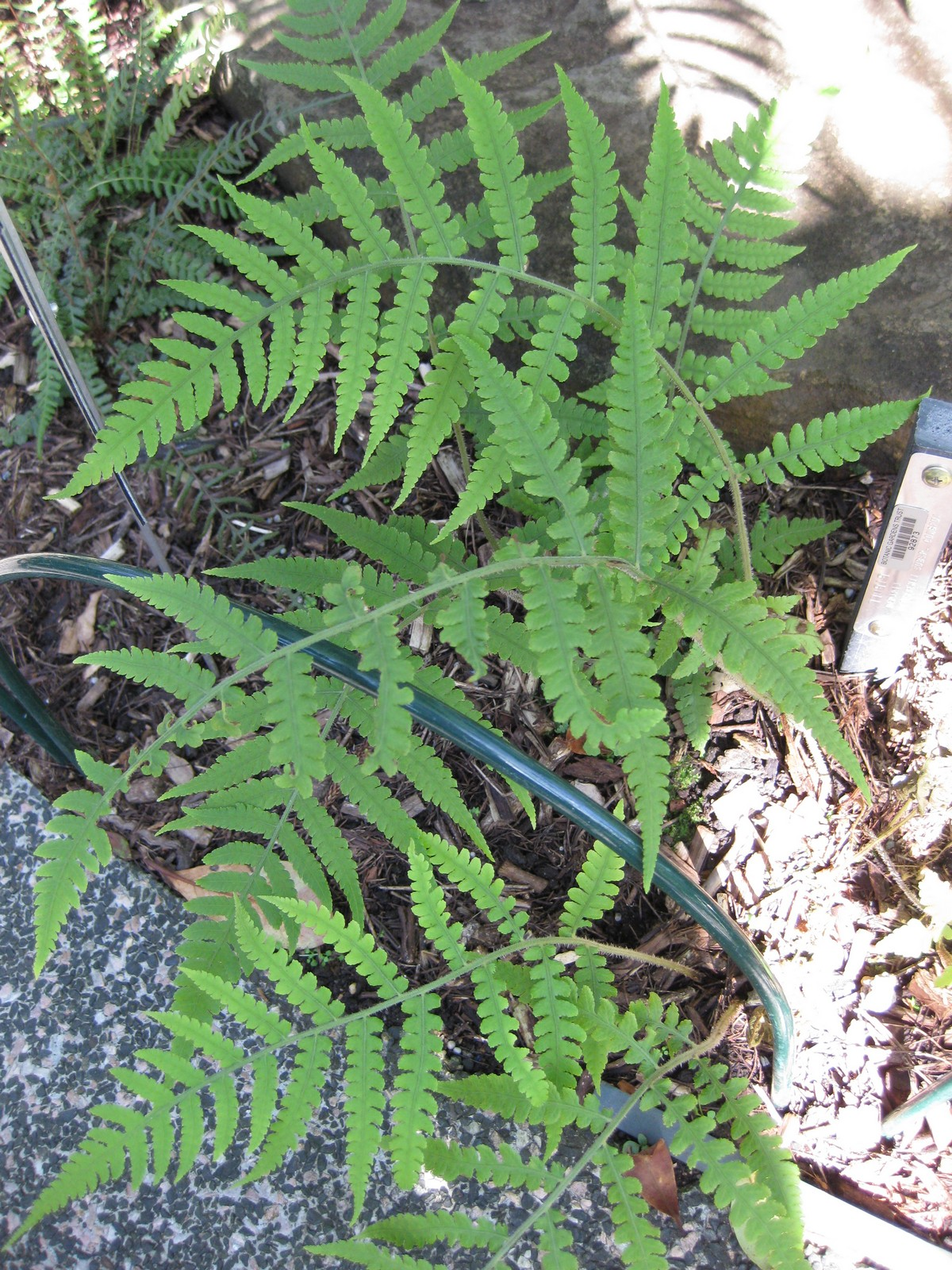
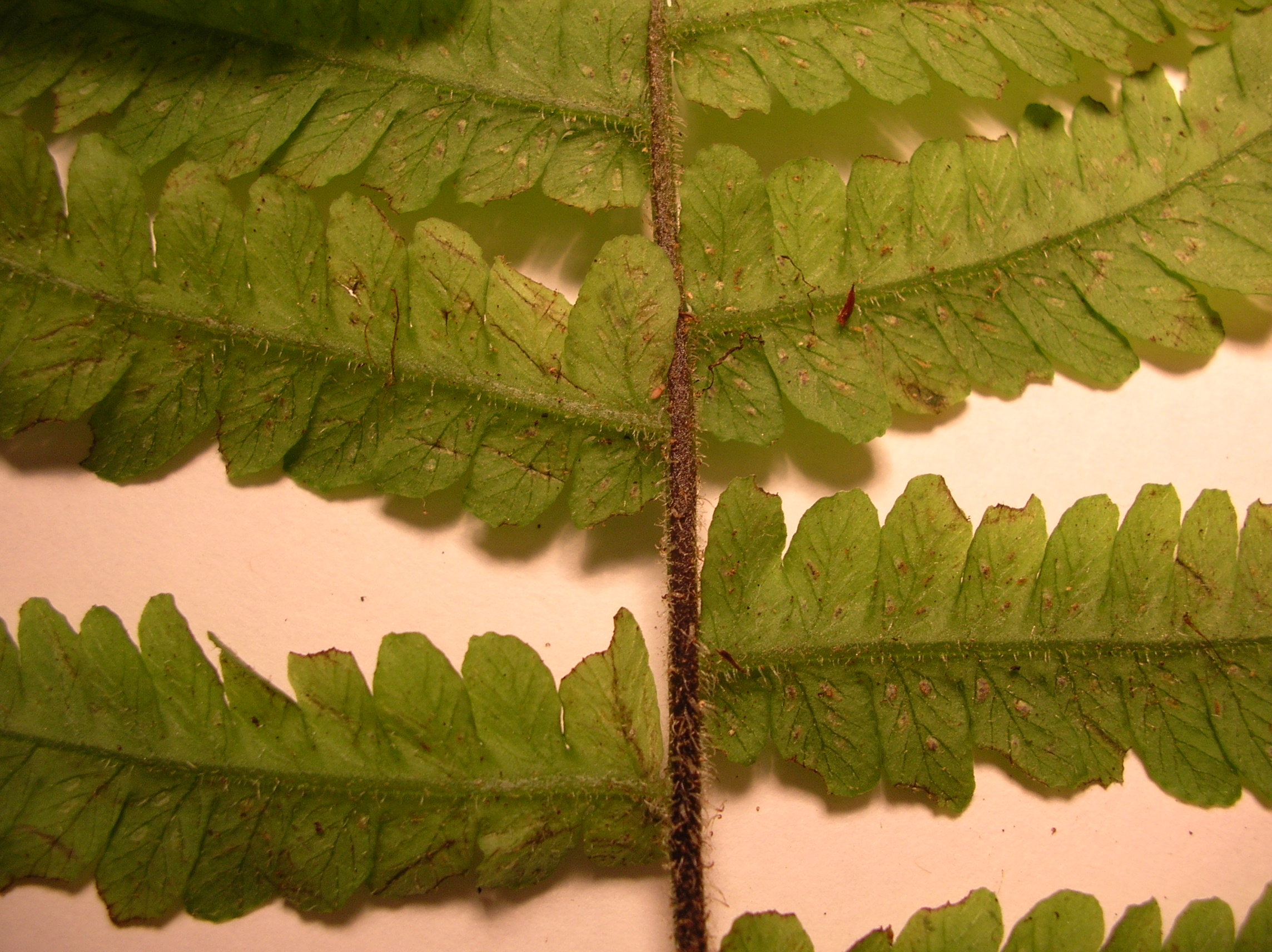